# 琉球列島高等弁務官

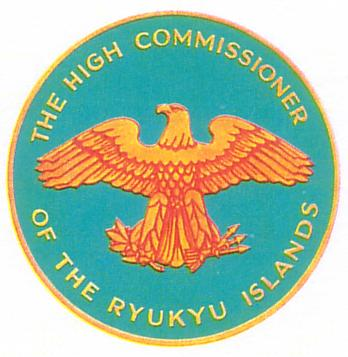
琉球列島高等弁務官の紋章

琉球列島高等弁務官（りゅうきゅうれっとうこうとうべんむかん、英：High Commissioner of the Ryukyu Islands）は、琉球列島米国民政府に置かれた高等弁務官。

## 概要
1957年（昭和32年）6月5日、アイゼンハワー大統領は大統領行政命令10713号「琉球列島の管理に関する行政命令」を発令。この行政命令によって民政副長官制から高等弁務官制に移行し、琉球列島米国民政府（USCAR）に高等弁務官府が置かれた。
1972年5月15日に沖縄が日本に復帰（沖縄返還）したことにより廃止。15年間に6人の高等弁務官が就任した。
高等弁務官はアメリカ合衆国大統領の承認を得て、国防長官が現役アメリカ陸軍将官から任命した（全6代が偶然、中将だった）。
高等弁務官の権限は強大で、しばしば琉球政府の施策に介入したが、逆にそれが沖縄住民の反発を買い、復帰運動は激化していった。

## 職務権限
- 行政主席や琉球上訴裁判所裁判官の任命権
- 琉球政府全職員の罷免権
- 立法院が制定する立法の拒否権
- 琉球民裁判所が扱う訴訟の米国民政府裁判所への移送権
- 収監されている受刑者への恩赦権
- 戸籍法による戸籍の閲覧及び確認権

## 歴代高等弁務官
| 代 | 氏名                                                         | 写真 | 在任期間                      | 出身地                                  |
| -- | ------------------------------------------------------------ | ---- | ----------------------------- | --------------------------------------- |
| 1  | ジェームス・E・ムーア陸軍中将 James Edward Moore             |      | 1957年7月4日 - 1958年4月30日  | マサチューセッツ州 ニューベットフォード |
| 2  | ドナルド・P・ブース陸軍中将 Donald Prentice Booth            |      | 1958年5月1日 - 1961年2月12日  | ニューヨーク州 オールバニ               |
| 3  | ポール・W・キャラウェイ陸軍中将 Paul Wyatt Caraway           |      | 1961年2月16日 - 1964年7月31日 | アーカンソー州 ジョンスボロー           |
| 4  | アルバート・ワトソン2世陸軍中将 Albert Watson II             |      | 1964年8月1日 - 1966年10月31日 | イリノイ州 マウントバーノン             |
| 5  | フェルディナンド・T・アンガー陸軍中将 Ferdinand Thomas Unger |      | 1966年11月2日 - 1969年1月18日 | ペンシルベニア州 ピッツバーグ           |
| 6  | ジェームス・B・ランパート陸軍中将 James Benjamin Lampert     |      | 1969年1月28日 - 1972年5月14日 | ワシントンD.C.                          |